# Zona raíz del DNS

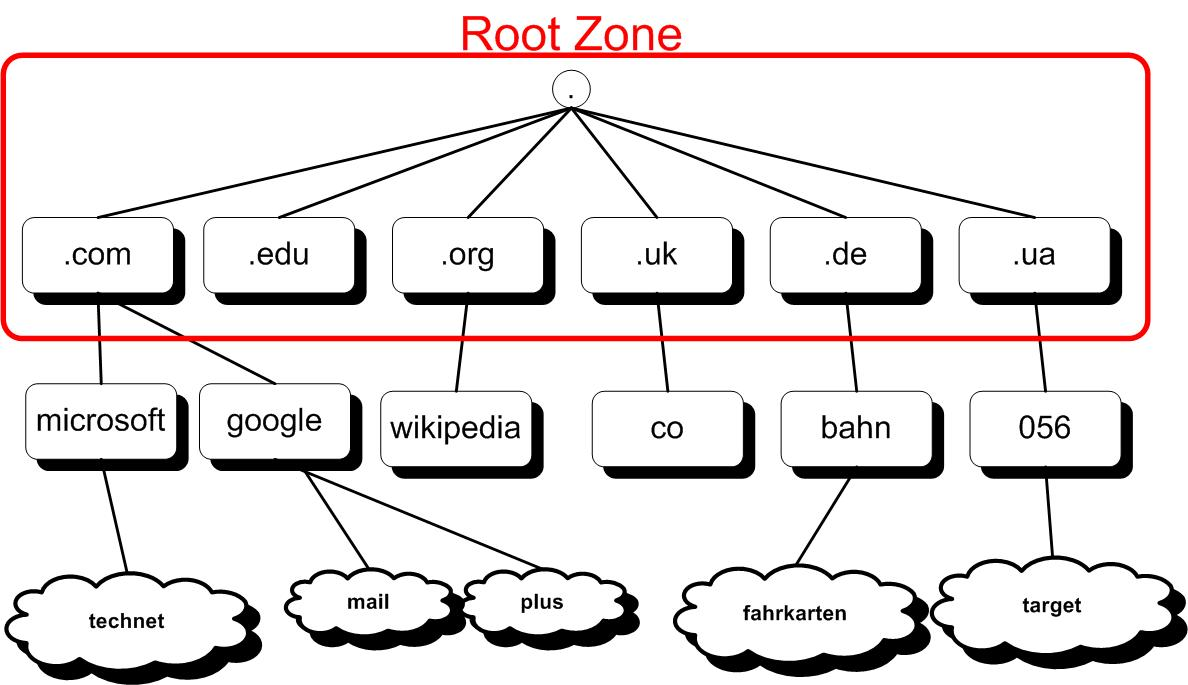
Diagrama que grafica la Zona raíz del DNS

La zona raíz del DNS es la zona DNS de nivel superior en el espacio de nombres jerárquico del Sistema de Nombres de Dominio (DNS) de Internet.
La Administración Nacional de Telecomunicaciones e Información (NTIA) del Departamento de Comercio de Estados Unidos ejerció la máxima autoridad sobre la zona raíz del DNS de internet desde su transición a manos privadas en 1997. En marzo de 2014, la NTIA anunció que va a ceder su autoridad a una organización cuya naturaleza aún no se ha especificado. La zona es administrada por la Corporación de Internet para la Asignación de Nombres y Números (ICANN), en funciones de la Autoridad de Asignación de Números de Internet (IANA), mientras que la zona raíz es mantenida por Verisign. No se sabe si Verisign continuará en este cargo tras el fin de la participación de la NTIA. 
Una combinación de los límites en la definición DNS y en ciertos protocolos, es decir, el tamaño práctico de los paquetes no fragmentados del Protocolo de Datagramas de Usuario (UDP), se tradujo en un número limitado de direcciones de servidores de nombres raíz que pueden alojarse en las respuestas de consultas de nombres DNS.